# 南港交流道
南港交流道為臺灣國道三號的交流道，雖然命名為南港交流道，但是實際位置是位於臺灣新北市汐止區橫科，為連接環東大道而設立（北出及南入）的交流道，指標為14k。該處交流道類似Y型系統交流道。
里程指標原為15k。2013年新設北入與南出匝道，為連接橫科路而設立，增設匝道後指標調整為14k（中心約為14.9k），為半套鑽石型交流道。
上述兩組匝道前後分離並不相通，但名稱共用為南港交流道，避免混淆，民眾通常把連接橫科路的交流道稱為橫科交流道。
|          | 14 南港 | 南港     | 南港     |
| 北 上    | 14 南港 | 高鐵站   |          |
| 北 上    | 14 南港 | 環東大道 |          |
| 環東大道 | 不適用  | 高速公路 | 高速公路 |

## 歷史沿革
- 南港交流道北上入口匝道於2013年4月10日下午二時開放通車[1]。
- 南港交流道南下出口匝道於2013年5月30日下午四時開放通車[1][2]。

## 相關工程
- 汐止大坑溪新闢聯外道路
  - 汐止大坑溪新闢聯外道路連接橫科交流道北入匝道[3]
- 大坑溪高架道路
  - 原定入口匝道設在臺北縣汐止市（今新北市汐止區）民權街附近，出口匝道則設在臺北市南港區研究院路一段101巷或富康街一巷，唯居民反對而中止。現場仍有未蓋好的匝道殘存。[4]

## 外部連結
- 國道三號南港交流道示意圖 （页面存档备份，存于）（交通部高速公路局）